# Sébastien Lacroix
Sébastien Lacroix (ur. 20 kwietnia 1983 w Sainte-Claude) – francuski kombinator norweski, trzykrotny medalista mistrzostw świata i trzykrotny medalista mistrzostw świata juniorów.

## Kariera
Po raz pierwszy na arenie międzynarodowej Sébastien Lacroix pojawił się 10 lutego 2001 roku, kiedy wystartował w zawodach Pucharu Świata. Zajął wtedy 21. miejsce w zawodach metodą Gundersena w Libercu. Był to jego jedyny start w sezonie 2000/2001 i w klasyfikacji generalnej zajął 60. miejsce. W 2002 roku wystartował na mistrzostwach świata juniorów w Schonach, gdzie wraz z kolegami zdobył srebrny medal w sztafecie, a indywidualnie był piąty w Gundersenie. Rok później, podczas mistrzostw świata juniorów w Sollefteå drużynowo zdobył brązowy medal, a w Gundersenie wywalczył srebro, ulegając tylko Niemcowi Björnowi Kircheisenowi.
W latach 2001-2008 startował zarówno w Pucharze Świata jak i w Pucharze Kontynentalnym, w którym najlepsze wyniki osiągnął w sezonie 2005/2006. Nie stanął na podium ani razu, ale w sezonie 2006/2007 dokonał tego trzykrotnie: 13 stycznia w Chaux-Neuve, gdzie był drugi w sprincie oraz 17 marca 2007 roku w Ruce, gdzie był trzeci w sprincie i Gundersenie. Sezon 2006/2007 Pucharu Kontynentalnego ukończył na szóstej pozycji. W 2009 roku zadebiutował na dużej seniorskiej imprezie startując na mistrzostwach świata w Libercu. W zawodach drużynowych Francuzi z Lacroix w składzie zajęli czwarte miejsce, przegrywając walkę o brązowy medal z Norwegami. Indywidualnie najlepiej wypadł w Gundersenie na normalnej skoczni, gdzie zajął 27. miejsce.
Najważniejszym punktem sezonu 2009/2010 były igrzyska olimpijskie w Vancouver. W konkursie drużynowym wraz z kolegami ponownie zajął czwarte miejsce w zawodach drużynowych, tym razem w walce o podium lepsi okazali się Niemcy. W obu konkursach indywidualnych Sébastien zajmował 19. miejsce. W rywalizacji pucharowej spisywał się przeciętnie, ani razu nie plasując się w czołowej dziesiątce. Najlepsze wyniki osiągnął w sezonie 2010/2011, w którym zajął 15. pozycję w klasyfikacji generalnej. Najlepszy wynik osiągnął w Chaux-Neuve, gdzie był szósty w Gundersenie. Na przełomie lutego i marca 2011 roku startował na mistrzostwach świata w Oslo, gdzie indywidualnie plasował się w trzeciej dziesiątce. Wystąpił także w obu konkursach drużynowych, w których Francuzi zajęli piąte miejsce na normalnym obiekcie oraz czwarte na normalnym.
Na początku sezonu 2011/2012, 16 grudnia 2011 roku w Seefeld wspólnie z Jasonem Lamy Chappuis zwyciężył w sprincie drużynowym. W tym samym składzie Francuzi zwyciężyli w tej konkurencji na rozgrywanych w 2013 roku mistrzostwach świata w Val di Fiemme. Na tych samych igrzyskach reprezentacja Francji w składzie: Jason Lamy Chappuis, Maxime Laheurte, Sébastien Lacroix i François Braud zdobyła złoty medal w sztafecie. W startach indywidualnych Lacroix był jedenasty w Gundersenie na normalnej skoczni i siódmy na dużym obiekcie. W 2014 roku wziął udział w igrzyskach olimpijskich w Soczi, gdzie był czwarty w sztafecie, lecz indywidualnie plasował się w trzeciej dziesiątce.
Po sezonie 2014/2015 Francuz zakończył sportową karierę.

## Osiągnięcia

### Igrzyska olimpijskie
| Miejsce | Dzień     | Rok  | Miejscowość | Konkurencja           | Wynik zwycięzcy | Strata  | Zwycięzca           |
| ------- | --------- | ---- | ----------- | --------------------- | --------------- | ------- | ------------------- |
| 19.     | 14 lutego | 2010 | Vancouver   | Gundersen HS106/10 km | 25:47,1         | +1:09,2 | Jason Lamy Chappuis |
| 10.     | 23 lutego | 2010 | Vancouver   | Sztafeta HS140/4x5 km | 49:31,6         | +39,8   | Austria             |
| 19.     | 25 lutego | 2010 | Vancouver   | Gundersen HS140/10 km | 25:32,9         | +2:12,3 | Bill Demong         |
| 28.     | 12 lutego | 2014 | Soczi       | Gundersen HS106/10 km | 23:50,2         | +2:08,0 | Eric Frenzel        |
| 21.     | 18 lutego | 2014 | Soczi       | Gundersen HS140/10 km | 22:45,5         | +1:24,0 | Jørgen Graabak      |
| 4.      | 21 lutego | 2014 | Soczi       | Sztafeta HS140/4x5 km | 47:13,5         | +1:12,8 | Norwegia            |

### Mistrzostwa świata
| Miejsce | Dzień     | Rok  | Miejscowość   | Konkurencja                     | Wynik zwycięzcy | Strata  | Zwycięzca           |
| ------- | --------- | ---- | ------------- | ------------------------------- | --------------- | ------- | ------------------- |
| 34.     | 20 lutego | 2009 | Liberec       | Start masowy HS100/10 km        | 276,0           | 122,8   | Todd Lodwick        |
| 27.     | 22 lutego | 2009 | Liberec       | Gundersen HS100/10 km           | 24:22,3         | +3:04,5 | Todd Lodwick        |
| 4.      | 26 lutego | 2009 | Liberec       | Sztafeta HS134/4x5 km           | 48:32,3         | +17,1   | Japonia             |
| DNS     | 28 lutego | 2009 | Liberec       | Gundersen HS134/10 km           | 23:36,6         | -       | Bill Demong         |
| 30.     | 26 lutego | 2011 | Oslo          | Gundersen HS106/10 km           | 25:19,2         | +2:27,0 | Eric Frenzel        |
| 9.      | 28 lutego | 2011 | Oslo          | Sztafeta HS106/4x5 km           | 48:07,8         | +3:51,4 | Austria             |
| 23.     | 2 marca   | 2011 | Oslo          | Gundersen HS134/10 km           | 25:31,6         | +2:10,1 | Jason Lamy Chappuis |
| 7.      | 4 marca   | 2011 | Oslo          | Sztafeta HS134/4x5 km           | 48:07,8         | +2:45,6 | Austria             |
| 11.     | 22 lutego | 2013 | Val di Fiemme | Gundersen HS106/10 km           | 29:13,2         | +51,6   | Jason Lamy Chappuis |
| 1.      | 24 lutego | 2013 | Val di Fiemme | Sztafeta HS106/4x5 km           | 57:34,0         | -       | -                   |
| 7.      | 28 lutego | 2013 | Val di Fiemme | Gundersen HS134/10 km           | 27:22,8         | +50,8   | Eric Frenzel        |
| 1.      | 2 marca   | 2013 | Val di Fiemme | Sprint drużynowy HS134/2x7.5 km | 35:37,9         | -       | -                   |
| 11.     | 20 lutego | 2015 | Falun         | Gundersen HS100/10 km           | 26:38,9         | +1:01,4 | Johannes Rydzek     |
| 3.      | 22 lutego | 2015 | Falun         | Sztafeta HS100/4x5 km           | 44:20,7         | +39,6   | Niemcy              |
| 8.      | 26 lutego | 2015 | Falun         | Gundersen HS134/10 km           | 22:45,8         | +30,9   | Bernhard Gruber     |

### Mistrzostwa świata juniorów
| Miejsce | Dzień       | Rok  | Miejscowość | Konkurencja          | Wynik zwycięzcy | Strata    | Zwycięzca        |
| ------- | ----------- | ---- | ----------- | -------------------- | --------------- | --------- | ---------------- |
| 5.      | 23 stycznia | 2002 | Schonach    | Gundersen K90/10 km  | 30:54,2         | +2:24,3   | Björn Kircheisen |
| 2.      | 25 stycznia | 2002 | Schonach    | Sztafeta K90/4x5 km  | 844,0           | -80,7 pkt | Niemcy           |
| 2.      | 5 lutego    | 2003 | Sollefteå   | Gundersen K107/10 km | 31:43,2         | +13,3     | Björn Kircheisen |
| 3.      | 7 lutego    | 2003 | Sollefteå   | Sztafeta K107/4x5 km | 793,9 pkt       | -99,8 pkt | Niemcy           |
| 8.      | 9 lutego    | 2003 | Sollefteå   | Sprint K107/5 km     | 14.02,6         | +1:33,6   | Björn Kircheisen |

### Puchar Świata

#### Miejsca w klasyfikacji generalnej
- sezon 2000/2001: 60.
- sezon 2001/2002: 51.
- sezon 2002/2003: 48.
- sezon 2003/2004: -
- sezon 2004/2005: 38.
- sezon 2005/2006: 44.
- sezon 2006/2007: 49.
- sezon 2007/2008: 36.
- sezon 2008/2009: 22.
- sezon 2009/2010: 28.
- sezon 2010/2011: 15.
- sezon 2011/2012: 19.
- sezon 2012/2013: 10.
- sezon 2013/2014: 35.
- sezon 2014/2015: 29.

#### Miejsca na podium chronologicznie
| Nr | Data           | Miejscowość | Konkurencja           | Wynik zwycięzcy | Pozycja | Strata | Zwycięzca           |
| -- | -------------- | ----------- | --------------------- | --------------- | ------- | ------ | ------------------- |
| 1. | 1 grudnia 2012 | Ruka        | Gundersen HS142/10 km | 26:49,5         | 3.      | +13,2  | Jason Lamy Chappuis |

### Puchar Kontynentalny

#### Miejsca w klasyfikacji generalnej
- sezon 2000/2001: 49.
- sezon 2001/2002: 78.
- sezon 2002/2003: -
- sezon 2003/2004: 40.
- sezon 2004/2005: -
- sezon 2005/2006: 4.
- sezon 2006/2007: 6.
- sezon 2007/2008: -

#### Miejsca na podium chronologicznie
| Nr | Data             | Miejscowość | Konkurencja              | Wynik zwycięzcy | Pozycja | Strata  | Zwycięzca          |
| -- | ---------------- | ----------- | ------------------------ | --------------- | ------- | ------- | ------------------ |
| 1. | 8 stycznia 2005  | Pragelato   | Gundersen HS140/15 km    | ?               | 2.      | +3,3    | Stephan Münchmeyer |
| 2. | 29 stycznia 2005 | Klingenthal | Gundersen HS85/15 km     | ?               | 3.      | +22,2   | Mathieu Martinez   |
| 3. | 13 stycznia 2007 | Chaux-Neuve | Sprint HS100/7.5 km      | 14:08,3         | 2.      | +12.4   | Jens Gaiser        |
| 4. | 17 marca 2007    | Ruka        | Start masowy HS142/10 km | 41:08,5         | 3.      | +27,9   | Marco Kühne        |
| 5. | 17 marca 2007    | Ruka        | Sprint HS142/7.5 km      | 19:30,0         | 3.      | +26,3   | Einar Uvsløkk      |
| 6. | 19 stycznia 2008 | Chaux-Neuve | Gundersen HS100/15 km    | 40:34,1         | 2.      | +1:12,2 | Mikko Kokslien     |

### Letnie Grand Prix

#### Miejsca w klasyfikacji generalnej
- 2004: -
- 2005: 15.
- 2006: -
- 2008: -
- 2009: 16.
- 2011: 7.
- 2012: 26.